# Haris Hajradinović
Haris Hajradinović (Prilep, 18 februari 1994), is een Bosnische voetballer die wordt uitgespeeld als middenvelder. Momenteel komt hij uit voor Kasımpaşa.

## Carrière

### FK Zeljeznicar
Hajradinović maakte zijn debuut voor FK op de 29ste speeldag van de competitie. Hij viel in de 64ste minuut in. Het was meteen de eerste maar ook de laatste wedstrijd voor zijn jeugdteam, want in diezelfde zomer werd Hajradinović verkocht aan stadsgenoten FK Olimpik Sarajevo.

### FK Olimpik Sarajevo
Bij Olimpik speelde Hajradinović slechts 5 wedstrijden waarin hij niet wist te scoren. In januari verhuisde Hajradinović alweer, maar deze keer naar het buitenland, namelijk naar Kroatië, om bij NK Inter Zaprešić te gaan spelen.

### NK Inter Zaprešić
Bij NK Inter kwam de doorbraak er ook nog niet. Hajradinović speelde in een halfjaar 9 wedstrijden waarvan 2 basisplaatsen. Ook voor deze club wist hij niet te scoren.

### AS Trenčín
Na 6 maanden vertrok de Bosniër uit Kroatië om zijn geluk te beproeven in Slovakije bij AS Trenčín. Hier kwam eindelijk de grote doorbraak. In zijn eerste jaar speelde Hajradinović 24 wedstrijden in de competitie waarin hij 6 keer wist te scoren. In de 3de voorronde van de Europa League mocht hij in de terugwedstrijd tegen Astra Giurgiu na 70 minuten invallen. Hij werd met zijn nieuwe club tweede, na kampioen Slovan Bratislava.
In zijn tweede jaar werd Hajradinović een echte sterkhouder. Met 8 goals in 19 wedstrijden was hij een van de best scorende spelers in de Fortuna liga.

### KAA Gent
In januari 2015 tekende Hajradinović een contract voor 4 seizoenen bij de Gentenaars. Bij KAA Gent komt hij zijn oude ploegmaat Nermin Zolotić terug tegen.
Hij debuteerde bij Gent op 17 januari 2015 tegen Moeskroen-Péruwelz door in de 92ste minuut Kenny Saief te vervangen. Gent won met 1-3. Uiteindelijk zou Hajradinović slechts vijf wedstrijden spelen voor de Gentenaars.

### FK Haugesund
Vanaf begin 2016 wordt Hajradinović door Gent verhuurd aan het Noorse FK Haugesund. Begin 2017 werd hij definitief overgenomen door Haugesund.

## Statistieken
| Seizoen         | Club              | Land                           | Competitie         | Competitie | Competitie | Beker | Beker | Internationaal | Internationaal | Totaal | Totaal |
| Seizoen         | Club              | Land                           | Competitie         | Wed.       | Dlp.       | Wed.  | Dlp.  | Wed.           | Dlp.           | Wed.   | Dlp.   |
| --------------- | ----------------- | ------------------------------ | ------------------ | ---------- | ---------- | ----- | ----- | -------------- | -------------- | ------ | ------ |
| 2011/12         | FK Željezničar    | Vlag van Bosnië en Herzegovina | Premijer Liga      | 1          | 0          | 0     | 0     | 0              | 0              | 1      | 0      |
| 2012/13         | FK Olimpik        | Vlag van Bosnië en Herzegovina | Premijer Liga      | 5          | 0          | 0     | 0     | 0              | 0              | 5      | 0      |
| 2012/13         | NK Inter Zaprešić | Vlag van Kroatië               | 1. HLN             | 8          | 0          | 0     | 0     | 0              | 0              | 8      | 0      |
| 2013/14         | AS Trenčín        | Vlag van Slowakije             | Fortuna liga       | 24         | 6          | 0     | 0     | 1              | 0              | 25     | 6      |
| 2014/15         | AS Trenčín        | Vlag van Slowakije             | Fortuna liga       | 19         | 8          | 0     | 0     | 4              | 0              | 23     | 8      |
| 2014/15         | AA Gent           | Vlag van België                | Jupiler Pro League | 4          | 0          | 1     | 0     | 0              | 0              | 5      | 0      |
| 2015/16         | AA Gent           | Vlag van België                | Jupiler Pro League | 0          | 0          | 0     | 0     | 0              | 0              | 0      | 0      |
| 2016            | → FK Haugesund    | Vlag van Noorwegen             | Tippeligaen        | 27         | 4          | 4     | 0     | 0              | 0              | 31     | 4      |
| 2017            | FK Haugesund      | Vlag van Noorwegen             | Tippeligaen        | 14         | 2          | 4     | 0     | 0              | 0              | 18     | 2      |
| 2017/18         | FK Haugesund      | Vlag van Noorwegen             | Tippeligaen        | 0          | 0          | 0     | 0     | 3              | 2              | 3      | 2      |
| 2017/18         | NK Osijek         | Vlag van Kroatië               | 1. HLN             | 28         | 9          | 2     | 0     | 3              | 2              | 33     | 11     |
| 2018/19         | NK Osijek         | Vlag van Kroatië               | 1. HLN             | 17         | 7          | 3     | 1     | 4              | 0              | 24     | 8      |
| 2018/19         | Kasımpaşa         | Vlag van Turkije               | Süper Lig          | 16         | 1          | 4     | 1     | 0              | 0              | 20     | 2      |
| 2019/20         | Kasımpaşa         | Vlag van Turkije               | Süper Lig          | 30         | 4          | 4     | 1     | 0              | 0              | 34     | 5      |
| 2020/21         | Kasımpaşa         | Vlag van Turkije               | Süper Lig          | 36         | 5          | 0     | 0     | 0              | 0              | 36     | 5      |
| 2021/22         | Kasımpaşa         | Vlag van Turkije               | Süper Lig          | 36         | 2          | 3     | 0     | 0              | 0              | 39     | 2      |
| 2022/23         | Kasımpaşa         | Vlag van Turkije               | Süper Lig          | 33         | 2          | 2     | 1     | 0              | 0              | 35     | 3      |
| 2023/24         | Kasımpaşa         | Vlag van Turkije               | Süper Lig          | 30         | 3          | 3     | 0     | 0              | 0              | 33     | 3      |
| Carrière totaal | Carrière totaal   | Carrière totaal                | Carrière totaal    | 328        | 53         | 30    | 4     | 15             | 4              | 373    | 61     |

Bijgewerkt op 27 maart 2024.